# Corona imperiale del Messico

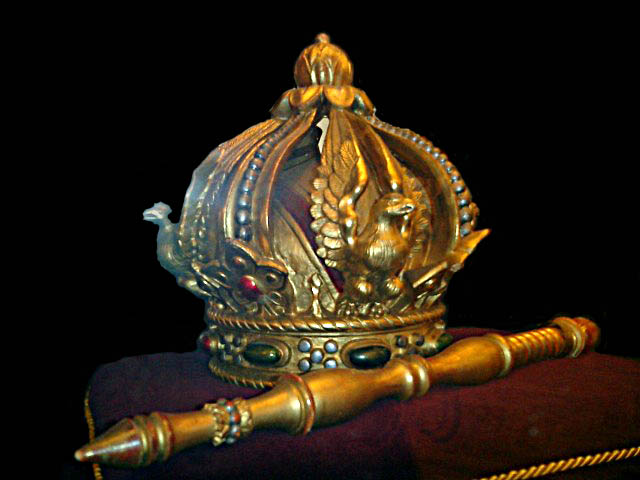
La replica della corona funeraria dell'imperatore Massimiliano I del Messico.

La corona imperiale del Messico è stata la corona creata per l'imperatore del Messico in due occasioni separate nel XIX secolo. La prima fu creata in seguito alla Dichiarazione di Indipendenza dell'Impero Messicano dal regno di Spagna nel 1821, per il Primo Impero messicano. La seconda corona fu creata in seguito al decreto dell'Assemblea dei Notabili nel 1863 per il Secondo Impero messicano.

## Primo Impero messicano

Bandiera del Primo Impero messicano (1821-1823) raffigurante la corona messicana.

La corona del Primo Impero Messicano fu realizzata per l'imperatore Agustín I nel 1822 e può essere vista in molti dei suoi ritratti.  Tuttavia, la sua storia non è del tutto nota.

L'imperatore Agustín I con la corona del Primo Impero messicano.
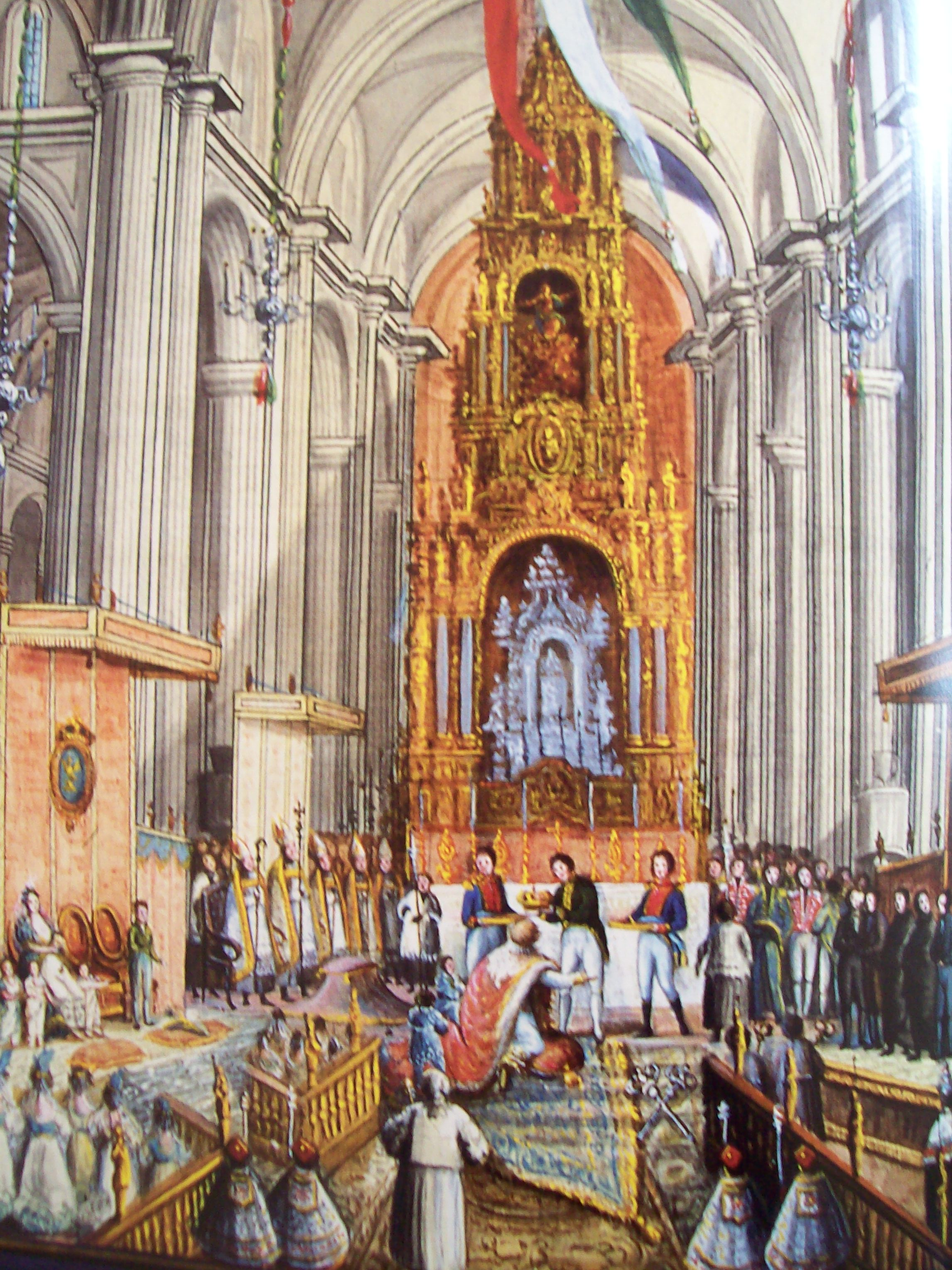
Incoronazione dell'imperatore Agustín I nel luglio 1822.
Stemma coronato dell'imperatore Agustín I.
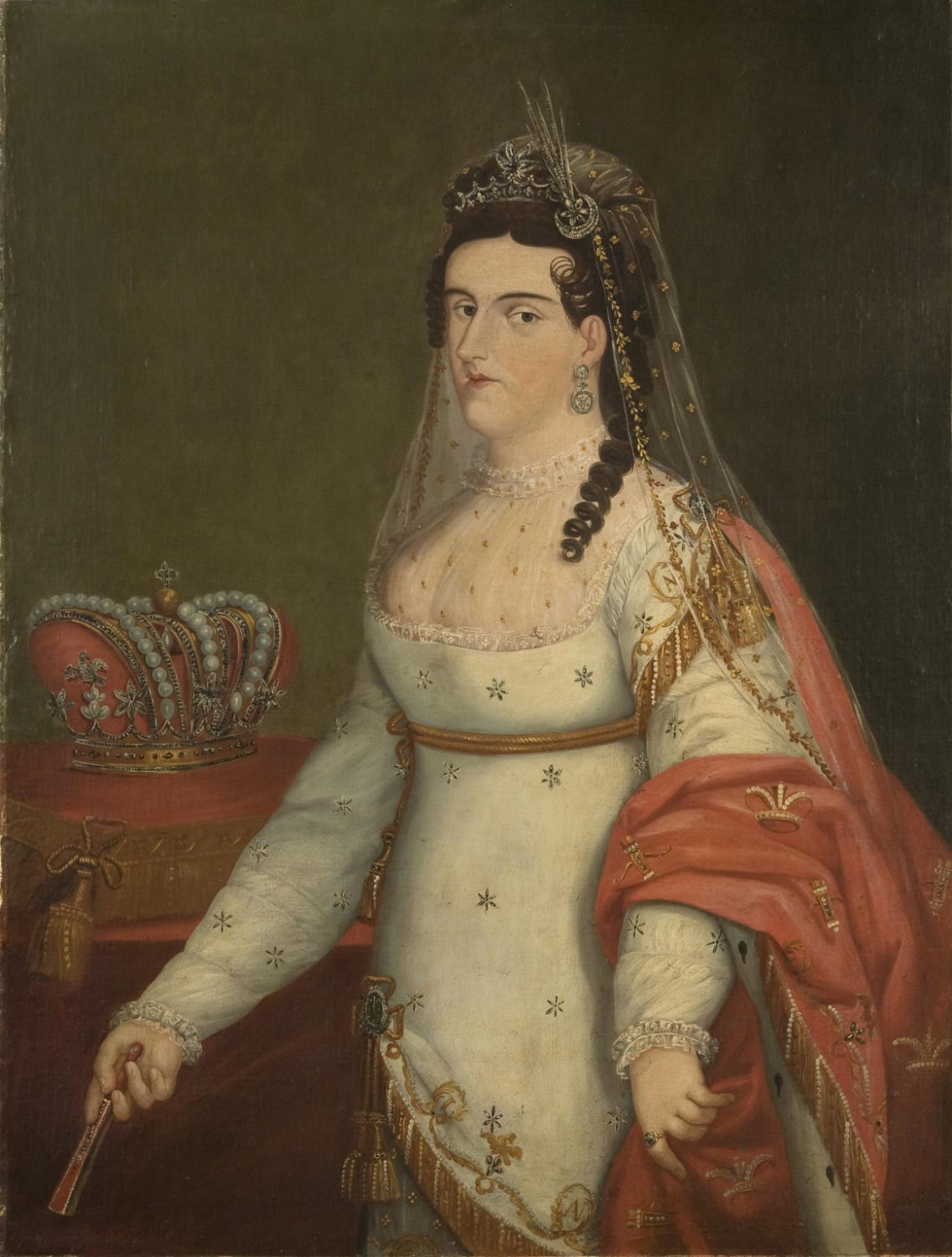
L'imperatrice consorte Ana María con la corona imperiale del Messico.

## Secondo Impero messicano

Bandiera del Secondo Impero messicano (1865-1867) raffigurante la corona messicana.

La seconda corona imperiale del Messico, creata durante il Secondo Impero messicano per l'imperatore Massimiliano I (la sua consorte era Carlotta del Belgio, nota come imperatrice Carlotta), che regnò dal 1864 al 1867, è meglio documentata. La corona originale fu distrutta durante i successivi combattimenti e la vittoria della repubblica messicana, ma ne restano delle copie esposte.
La corona imperiale del Messico durante il regno di Massimiliano fu modellata sulle corone di Francia e Austria. La corona dell'antenato di Massimiliano, Massimiliano I, Sacro Romano Imperatore, aveva due archi che si incrociavano sulla parte superiore della mitra. È questa forma unica che sembra essere stata il modello.
Tuttavia, poiché Napoleone III era la potenza principale dietro il Secondo Impero messicano, e come estensione del Secondo Impero francese, la corona messicana usò anche i semiarchi e le aquile sul cerchietto sul davanti, sul retro e sui lati della corona di Napoleone III. La corona imperiale del Messico condivide anche molte somiglianze con la corona dell'imperatrice Eugenia, consorte di Napoleone III.

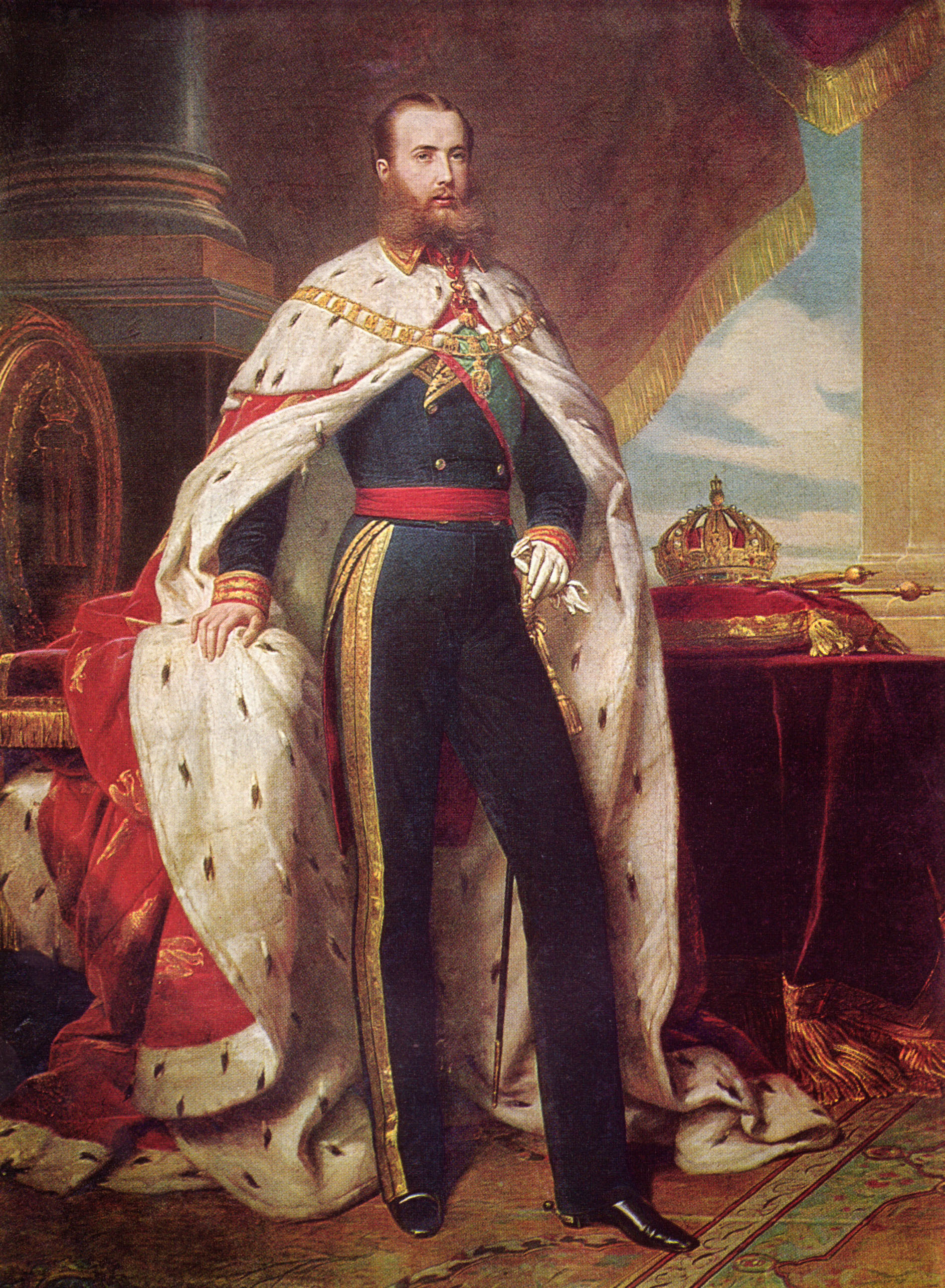
L'imperatore Massimiliano I con la corona del Secondo Impero messicano.
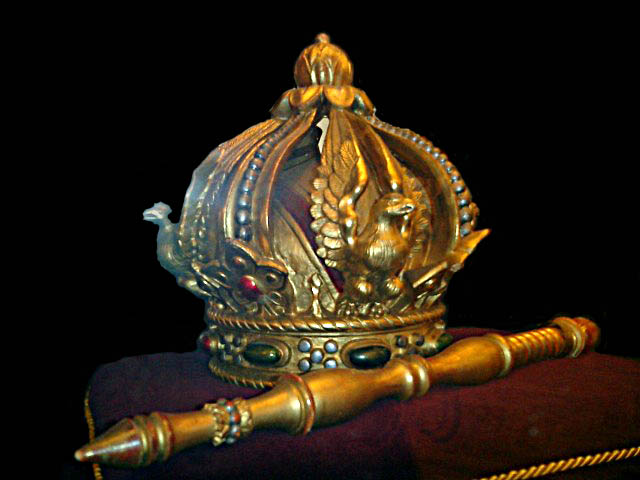
La replica della corona funeraria dell'imperatore Massimiliano I, conservata presso il Deposito del mobilio imperiale di Vienna.
Lo stemma del Secondo Impero Messicano che mostra la corona imperiale sopra.
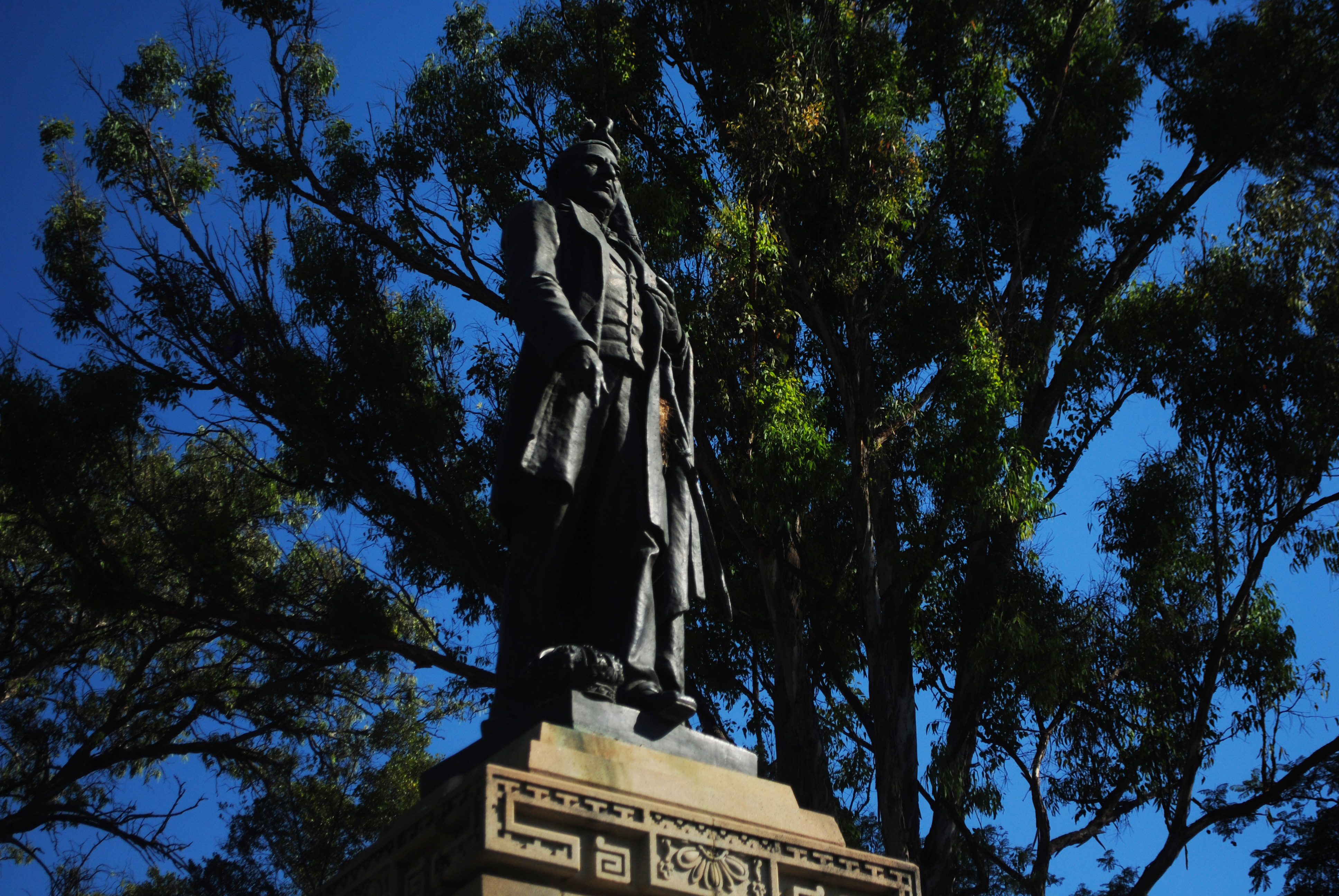
Statua di Benito Juárez realizzata nel 1894 a Paseo Juárez "El Llano" nel centro storico di Oaxaca. Juárez tiene una bandiera messicana con una mano e indica con l'altra la corona imperiale del Messico sottostante, che rappresenta la sconfitta repubblicana del Secondo Impero messicano.